# Larache
Larache (in arabo العرائش‎?, al-ʿArāʾish; in berbero: ⴰⵄⵔⵉⵛ, Aàrich, che significa la soffitta) è una città del nord del Marocco, capoluogo della provincia omonima, nella regione di Tangeri-Tetouan-Al Hoceima. È ad 86 km da Tangeri, ed ha un importante porto fluviale.
Larache è anche conosciuta come al-Araish o El Araïch.

## Storia
Nei pressi di Larache si trovano le rovine di Lixus, porto punico e romano, dall'altra parte del fiume Oued Loukos. Nel Basso Medioevo, Larache venne fondata a seguito della conquista araba.
Documenti portoghesi del XV secolo citano Larache come del maggiore porto del Marocco. Ma nel 1491 i portoghesi provenienti da Arzila e Tangeri evacuarono la città, che rimase disabitata finché il sultano di Fès, Muḥammad al-Saʿīd al-Shaykh la ripopolò costruendo una fortezza sopra il fiume Oued Loukos e fortificando il porto.
Per parecchio tempo i tentativi di portoghesi, spagnoli e francesi di conquistare la città non diedero frutti. La Kasbah, costruita nel 1491 da Mulay al-Nasser, si trasformò in una roccaforte pirata. Nel 1604 il Regno di Fes concesse al Granducato di Toscana il libero utilizzo del porto di Larache per il contrabbando col Brasile. Nel 1610 Larache venne conquistata dagli spagnoli che rimasero fino al 1689 limitandosi però al controllo del porto senza mai amministrarla veramente. Mulay Isma'il infine la riportò sotto il controllo musulmano nel 1689 e resse ai successivi attacchi. 
Dal 1911 al 1956 Larache fu sotto il controllo spagnolo all'interno del Marocco spagnolo.

## Monumenti e luoghi d'interesse
Il luogo più animato della città è il quartiere attorno alla Plaza de Espana, o Place de la Libération, di stile andaluso, bordata di numerosi caffè. Sulla piazza, la porta di Bab el Khemis (porta del mercato del giovedì) delimita una delle entrate della vecchia medina, e dà sulla piazza del mercato, lunga e stretta, lo Zoco de la Alcaiceria.
A duecento metri da Plaza de Espagna, in direzione contraria rispetto alla medina, si trova il mercato coperto, in stile arabo-andaluso, ristrutturato a partire dal 2002.
Nel cimitero spagnolo, nei pressi del faro, si trova la tomba di Jean Genet (1910-1986), scrittore francese, cittadino onorario di Larache.
Larache è circondata da foreste di pini, eucalipti e querce da sughero. Un'ampia area, frutto di un rimboschimento iniziato negli anni '60, copre il settore a sud della città, parallelo al mare, tra i terreni liberati dall'ex-bidonville e i quartieri dell'interno.
La spiaggia, situata sull'altra riva del fiume, è accessibile a piedi, con un transito in barca a remi dal porto, o in bus/auto passando per il ponte sul fiume Oued Loukos (10 km).

## Società
Numerosi cittadini spagnoli si stabilirono in città nel corso degli anni del protettorato spagnolo. La stragrande maggioranza di questi immigrati era originaria dell'Andalusia, in particolare dalle province di Cadice e di Malaga. Erano in gran parte commercianti a artigiani e convivevano negli stessi quartieri dei marocchini. Nel 1940 risiedevano a Larache 11.508 spagnoli, componenti il 20% della popolazione della città. La maggior parte della comunità abbandonò la città in seguito all'indipendenza del Marocco, negli anni 1950.
La città è stata storicamente sede di una cospicua comunità ebraica, che contava 1.300 unità nel 1951, costituita per la maggior parte da sefarditi di lingua haketia. La comunità, incoraggiata da agenti sionisti legati all'Agenzia ebraica e poi dal Mossad, è emigrata in massa verso Israele e Francia tra gli anni 1950 e 1960.

### Istituzioni, enti e associazioni
Più di trecento associazioni lavorano in città. Tra queste:
- l'Association d'Ecrivains Marocains en Langue Espagnole (AEMLE)
- l'Association DECOL
- l'Association ECODEL
- Acharif al-Idrissi
- Larache al-Mada
- Arrisala
- la compagnia teatrale Lixa,
- Association Jeunesse Scolaire larache,
- Association Education developpement A.T.T,
- Espace des Jeunes sans Frontiere J.E.S.A.F
- Union General des Etudiants marocains

### Manifestazioni
La città di Larache ospita ogni anno il "Triathlon di Larache", attorno a metà giugno.

## Geografia antropica

### Urbanistica
Oggi la città conta una popolazione di circa 117.000 abitanti.
La parte centrale è tipicamente araba, con la medina costruita nel 1491, mentre la parte più nuova risente delle influenze architettoniche andaluse.
Numerosi quartieri sono apparsi alla periferia della città. Il più grande oggi in costruzione è il quartiere di "al-Maghrib al-jadīd" ("il nuovo Marocco"), che offre ampie prospettive di sviluppo alla città.

## Galleria d'immagini

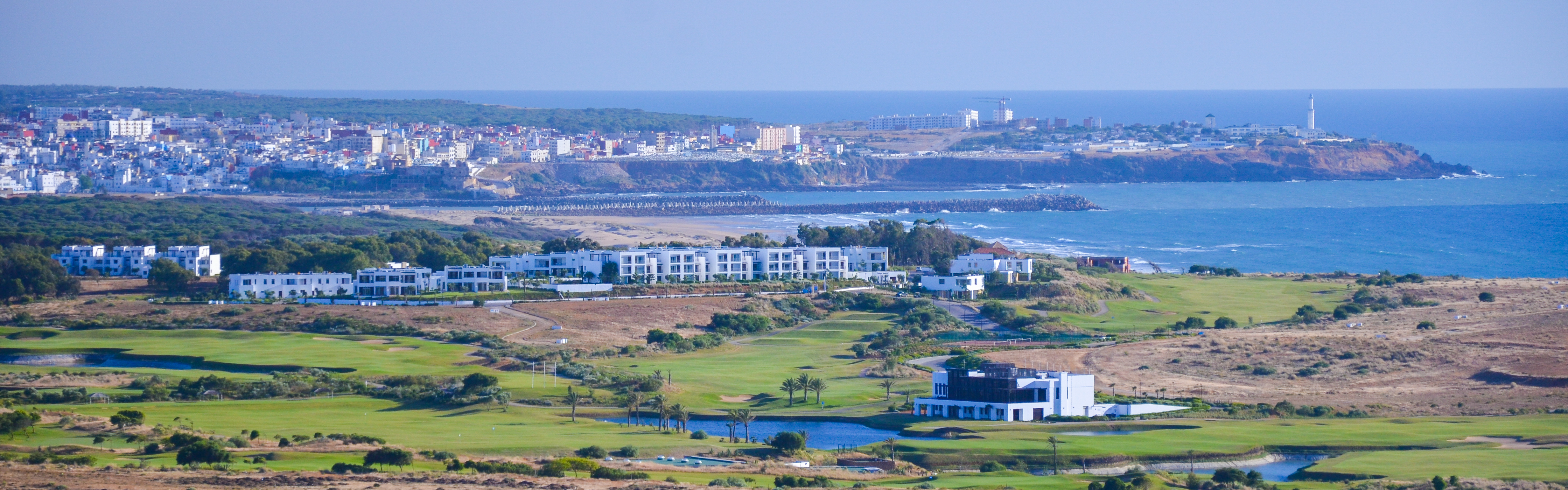
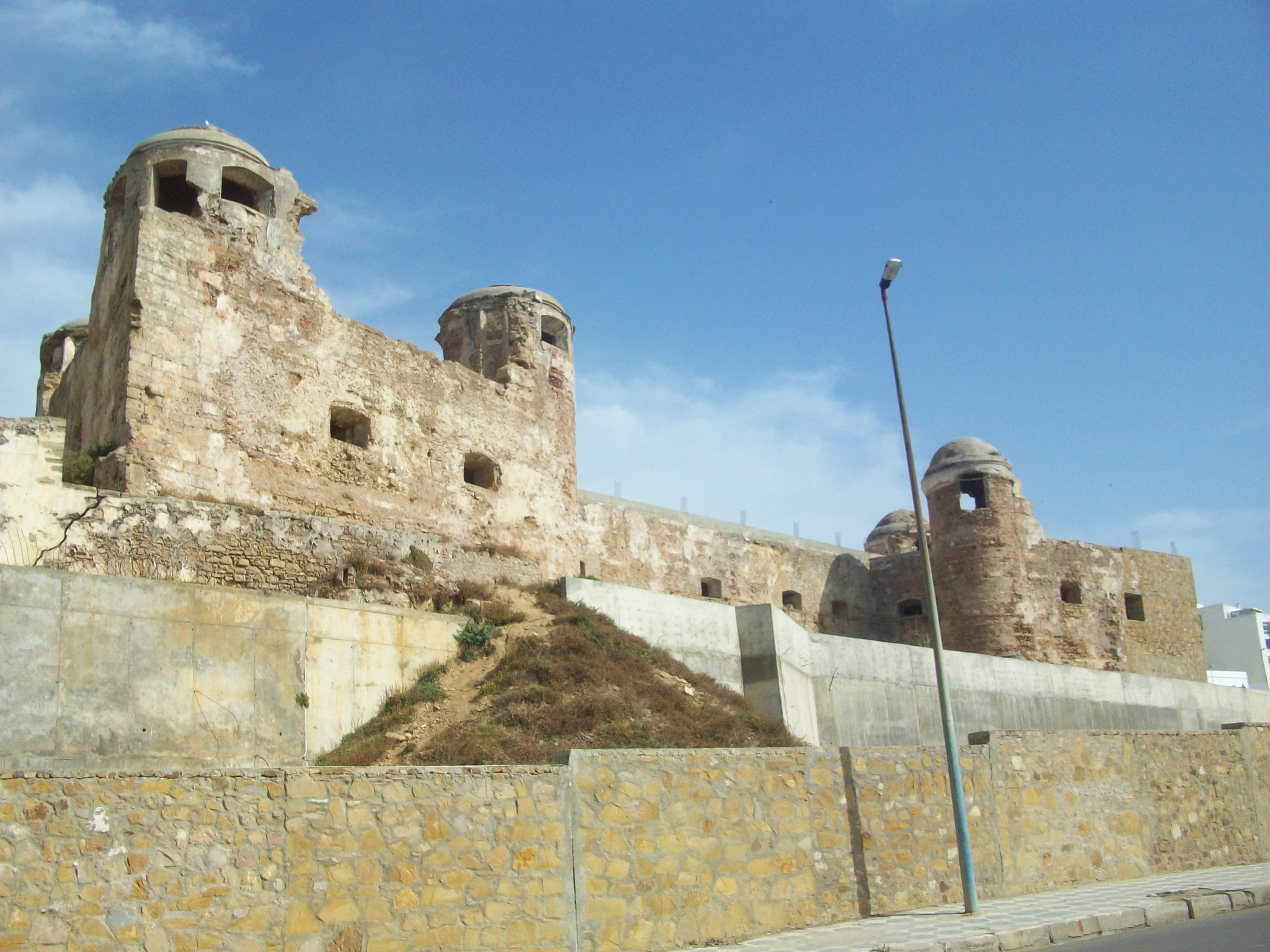
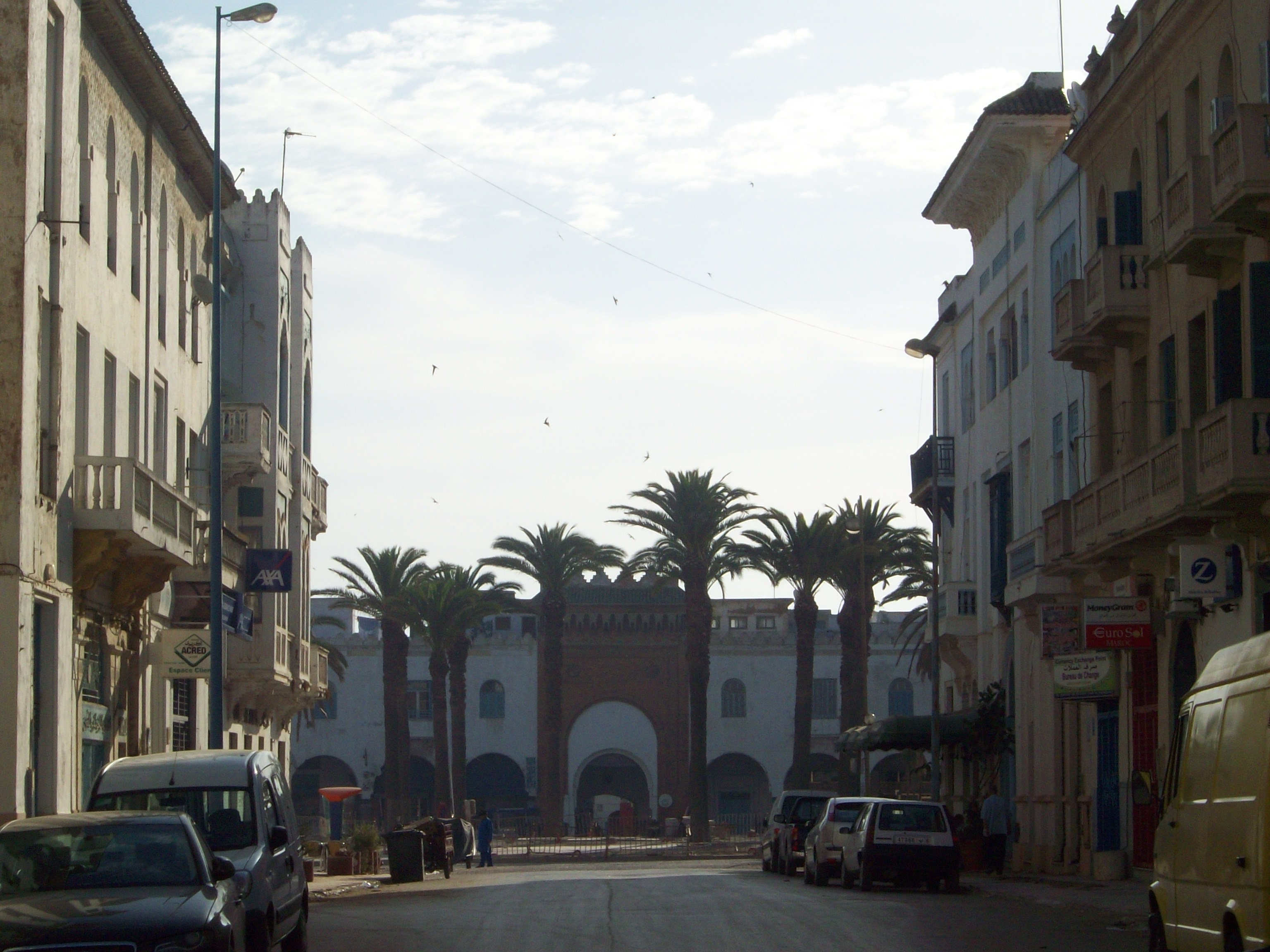
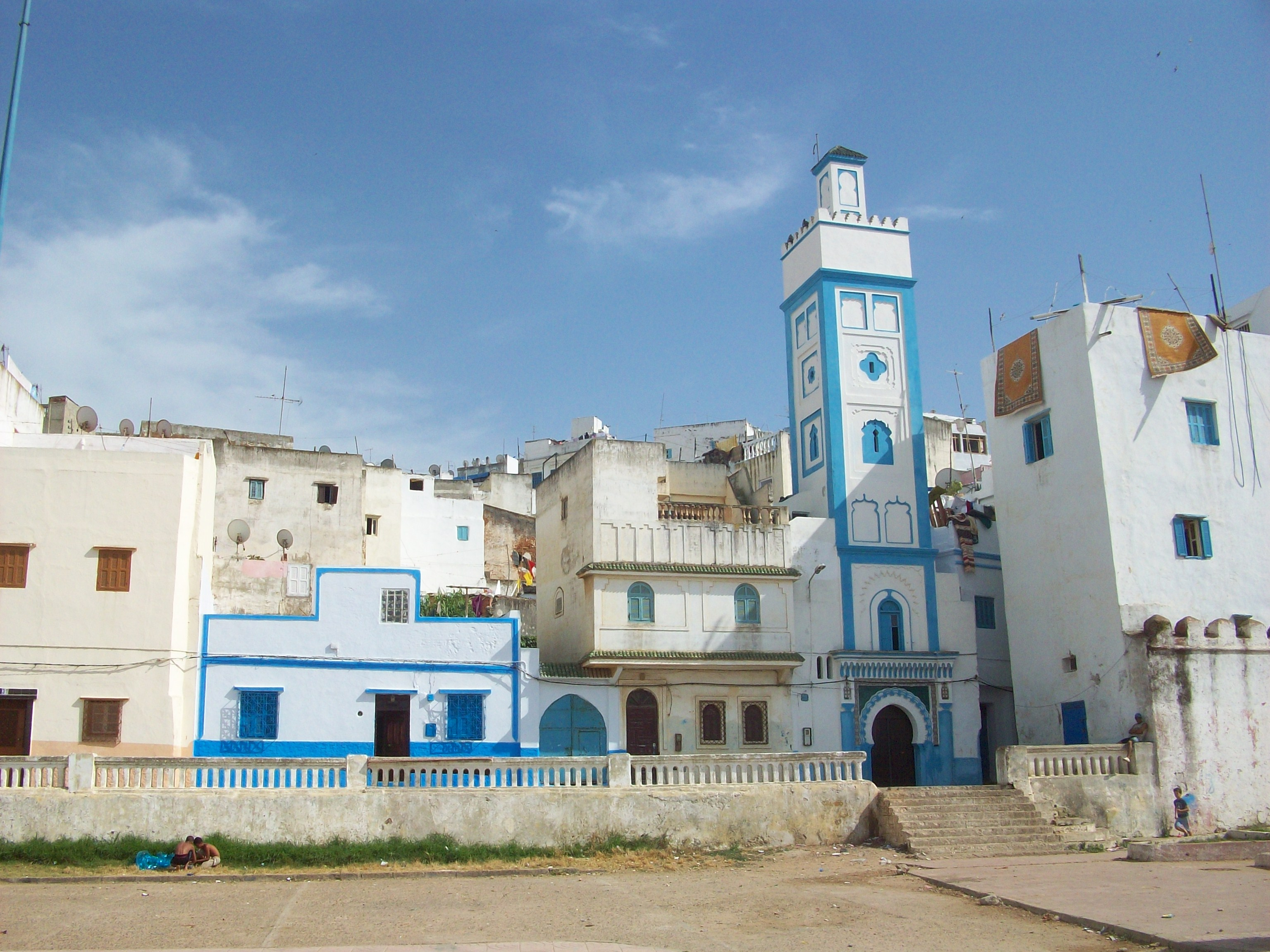
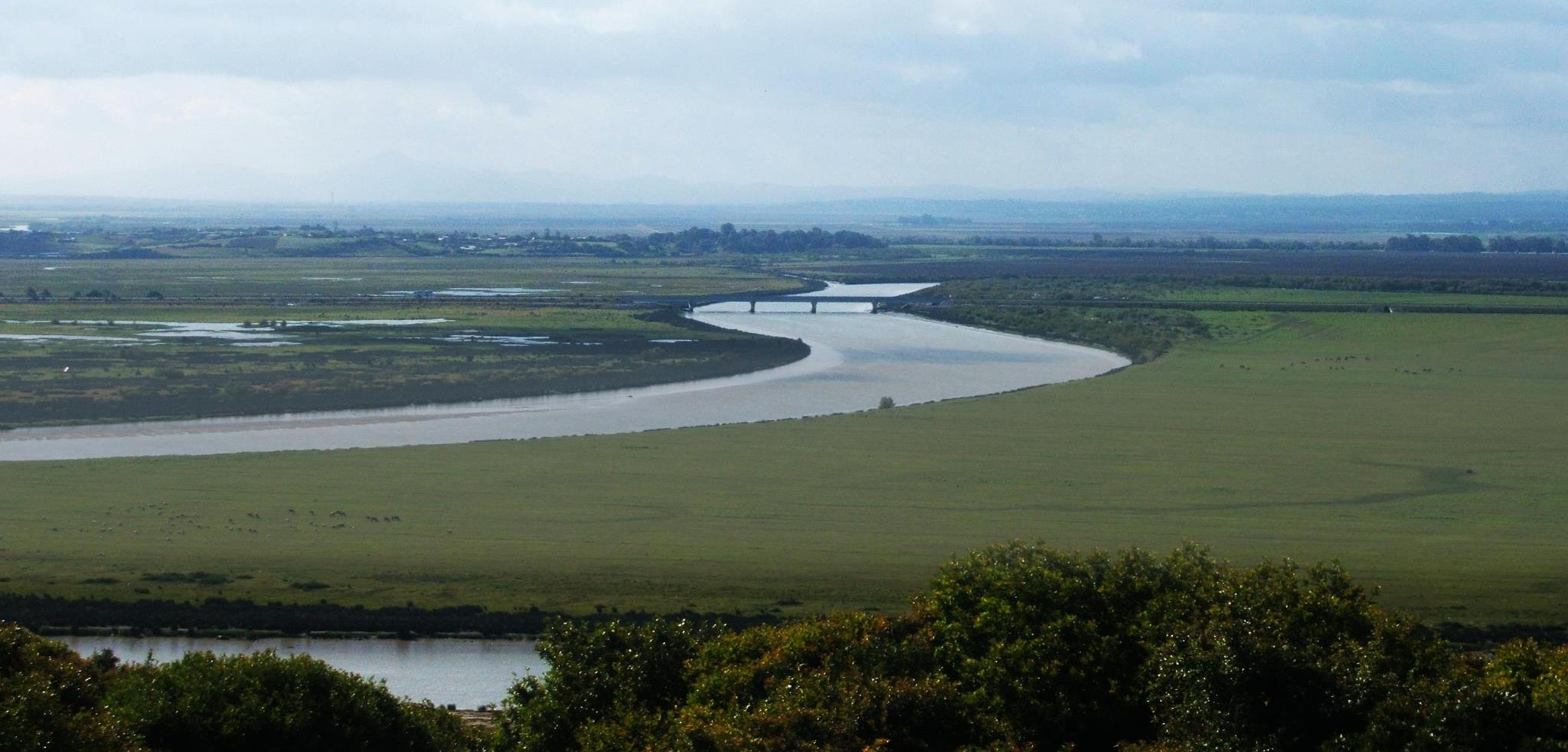
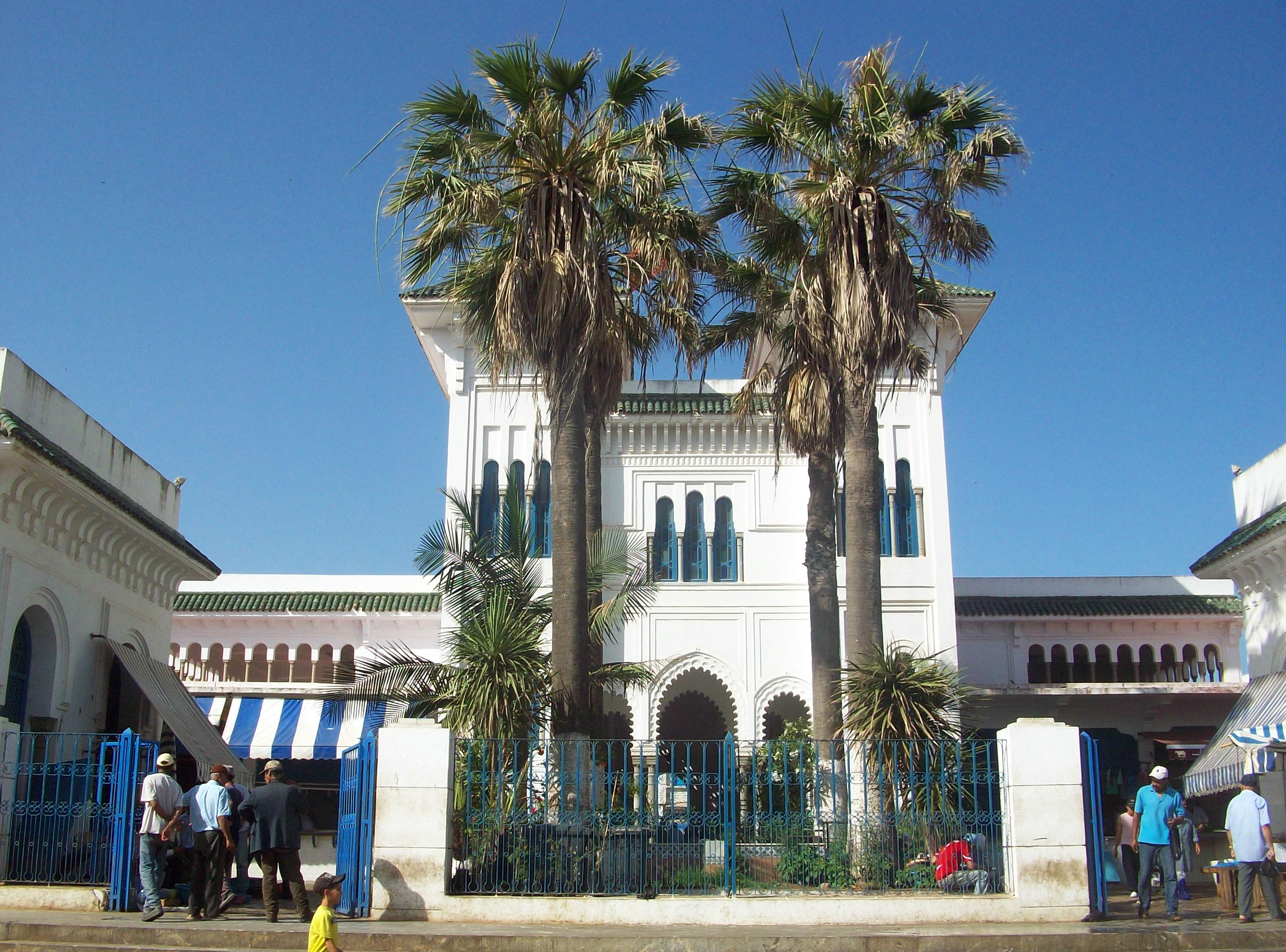
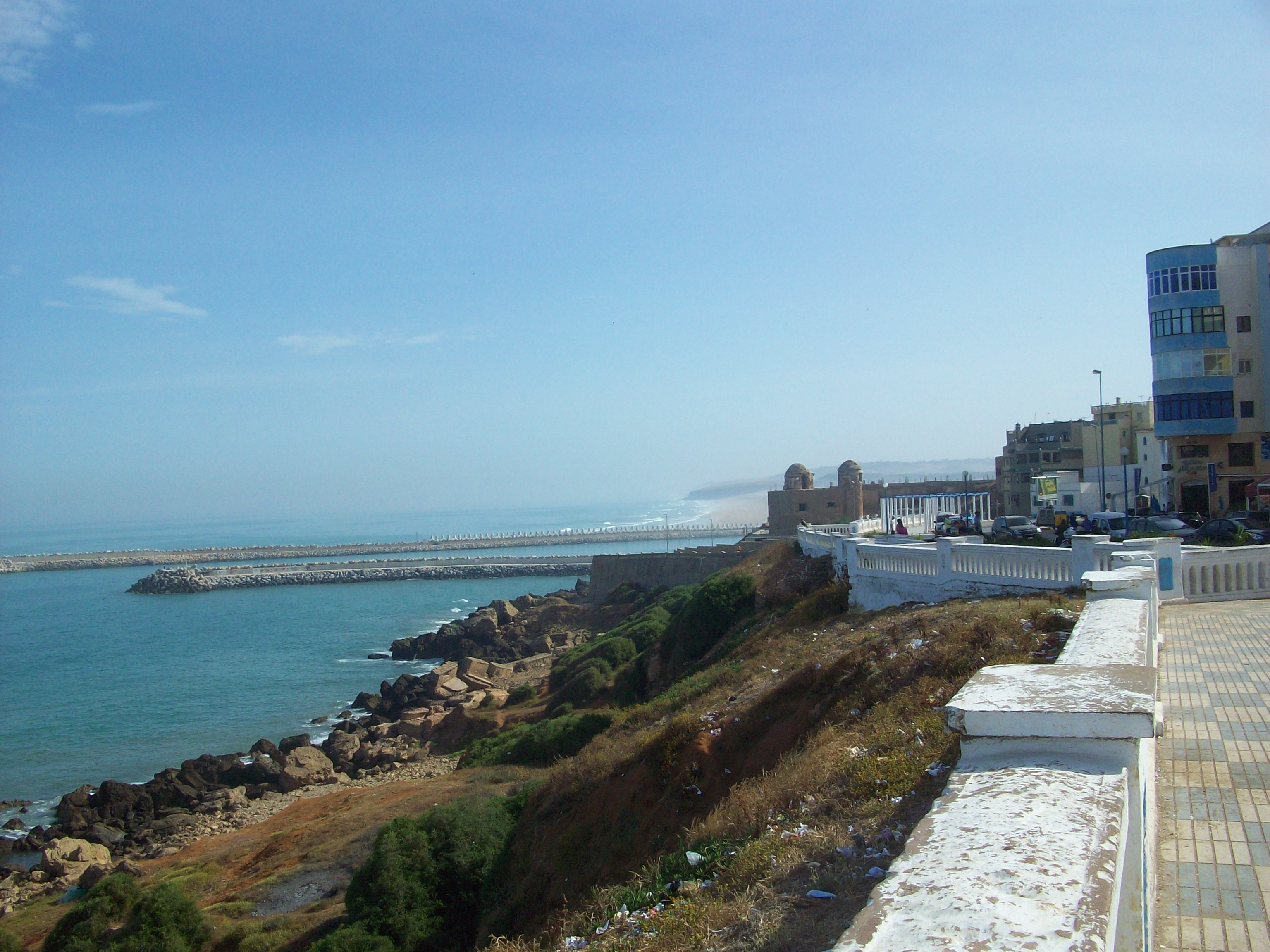

## Amministrazione

### Gemellaggi
- Almuñécar
- Fallujah
- Compiègne, dal 2019